# Страж апокаліпсису
Страж апокаліпсису (англ. The Apocalypse Watch) — драма 1997 року.

## Сюжет
Фільм за однойменним романом Роберта Ладлема. Виконуючи чергове завдання начальства, гине агент ЦРУ. Його брат, незважаючи на те, що він дуже далекий від діяльності спецслужб, приймає рішення помститися вбивцям. Згодом він виходить на слід могутнього неонацистського угруповання.